# Liphistiidae
Liphistiidae zijn een familie van spinnen. De familie telt 5 beschreven geslachten en 89 soorten.

## Geslachten
- Ganthela Xu & Kuntner, 2015
- Heptathela Kishida, 1923
- Liphistius Schiødte, 1849
- Luthela Xu & Li, 2022
- Qiongthela Xu & Kuntner, 2015
- Ryuthela Haupt, 1983
- Songthela Ono, 2000
- Vinathela Ono, 2000